# Marianne Florman
Pour les articles homonymes, voir Florman.
Marianne Florman Christensen , née le 1er juin 1964 à Frederiksberg, est une handballeuse internationale danoise.
Avec l'équipe du Danemark, elle participe notamment aux jeux olympiques de 1996 où elle remporte la médaille d'or,.

## Palmarès

### En sélection nationale
Jeux olympiques
- médaille d'or aux Jeux olympiques de 1996 à Atlanta

championnat du monde
- finaliste du championnat du monde 1993

championnat d'Europe
- vainqueur du championnat d'Europe 1994
- vainqueur du championnat d'Europe 1996